# إيفيتار نيفو
إيفياتار نيفو (بالعبرية: אביתר נבו‏) (ولد في 2 فبراير 1929 في حيفا في فلسطين)،  هو أستاذ فخري، ومؤسس ومدير معهد التطور في جامعة حيفا في إسرائيل. 
حصل على جائزة إسرائيل في علوم الحياة في عام 2016.

## عمله البحثي
حصل نيفو على الماجستير والدكتوراه (1964) من الجامعة العبرية . وكانت أطروحته للدكتوراه بعنوان "الدراسات السكانية للأنوران من العصر الطباشيري السفلي في مختيش رامون، إسرائيل". 
أسس معهد التطور في حيفا عام 1973 ويبحث في علم الأحياء التطوري، على وجه الخصوص، عمليات الأنواع، والتأثيرات المناخية والجغرافية في الأنواع المتماثلة في الحشرات والبكتيريا والفطريات والثدييات والمحاصيل. وهو من دعاة النماذج التطورية حيث تعمل الضغوطات البيئية بشكل إيجابي لتشكيل تعدد الأشكال الجينية.